# Stogazovac
Stogazovac (cyr. Стогазовац) – wieś w Serbii, w okręgu zajeczarskim, w gminie Knjaževac. W 2011 roku liczyła 104 mieszkańców.